# سكوت باترسون (مخرج)
سكوت باترسون (بالإنجليزية: Scott Patterson)‏ هو مونتير وكاتب سيناريو ومخرج أسترالي، ولد في 21 يناير 1962 في Crows Nest, New South Wales ‏ في أستراليا.

## وصلات خارجية
- سكوت باترسون على موقع IMDb (الإنجليزية)
- سكوت باترسون على موقع كينوبويسك (الروسية)